# 20 грудня (фільм)
«20 грудня» (рос. «20 декабря») — радянський чотирисерійний телефільм 1981 року, режисера Григорія Нікуліна за сценарієм Юліана Семенова. Існує також п'ятисерійна версія картини.

## Сюжет
Фільм присвячується першим чекістам. Кінець 1917 року. Більшовики недавно прийшли до влади і вживають заходів, щоб захистити завоювання революції. Для цього 20 грудня 1917 року при Раді народних комісарів РСФРР за пропозицією В. І. Леніна створюється Всеросійська надзвичайна комісія з боротьби з контрреволюцією і саботажем, скорочено ВНК. Очолив комісію Фелікс Дзержинський. Значне місце у фільмі займають образи опонентів Леніна — Льва Каменєва і Олексія Рикова, що вперше з'явилися на радянському екрані.
  
- 1-я серія — «Військова диктатура?..»
- 2-я серія — «Саботаж»
- 3-тя серія — «Терор»
- 4-я серія — «ВНК»
- 5-я серія — «Тиша»

## У ролях
| Актор                  | Роль                                                    |
| ---------------------- | ------------------------------------------------------- |
| Кирило Лавров          | Володимир Ілліч Ленін                                   |
| Михайло Козаков        | Фелікс Дзержинський                                     |
| Володимир Свєкольников | Яків Свердлов                                           |
| Олександр Голобородько | Антонов-Овсієнко                                        |
| Володимир Дюков        | Дибенко                                                 |
| Юрій Овсянко           | Криленко                                                |
| Євген Меркур'єв        | Подвойський                                             |
| Бадрі Какабадзе        | Серго Орджонікідзе                                      |
| Пеетер Урбла           | Петерс                                                  |
| Олександр Парра        | Мойсей Урицький                                         |
| Володимир Зумакалов    | Сталін                                                  |
| Андрій Толубєєв        | Лацис                                                   |
| Ігор Пушкарьов         | градоначальник Петрограда Ворошилов                     |
| Азамат Багіров         | Уншліхт                                                 |
| Ігор Комаров           | Петровський                                             |
| Микола Муравйов        | Трифонов                                                |
| Леонід Неведомський    | Менжинський                                             |
| Лаймонас Норейка       | Андрій Ессен                                            |
| Тетяна Іванова         | Лідія (дружина Ессена)                                  |
| Ернст Романов          | Плеханов                                                |
| Віктор Бурхарт         | Л. Б. Каменєв                                           |
| Віктор Костецький      | О. І. Риков                                             |
| Аркадій Шалалошвілі    | Мартов                                                  |
| Володимир Головін      | Борис Савінков                                          |
| Сергій Десницький      | консул Брюс Локкарт                                     |
| Сергій Юрський         | Сідней Райлі                                            |
| Герберт Дмитрієв       | Пуришкевич                                              |
| Георгій Шахет          | Лібер                                                   |
| Георгій Дрозд          | Еболі                                                   |
| Вадим Єрмолаєв         | Керенський                                              |
| Лев Іванов             | генерал Краснов                                         |
| Микола Крюков          | генерал Каледін                                         |
| Володимир Еренберг     | генерал Машковський                                     |
| Микола Мартон          | генерал Духонін                                         |
| Євген Казаков          | генерал Корнілов                                        |
| Микола Кузьмін         | осавул                                                  |
| Олександр Романцов     | глава підпільного центру                                |
| Валентина Паніна       | графиня Паніна                                          |
| Олександр Афанасьєв    | Пахомич                                                 |
| Геннадій Бортніков     | французький капітан Фіжо (озвучив Олександр Дем'яненко) |
| Еммануїл Віторган      | есер Лазарев                                            |
| Юрій Каморний          | матрос-анархіст Железняков                              |
| Йосип Конопацький      | редактор газети «Воля народу»                           |
| Валерій Кравченко      | Євсєєв                                                  |
| Федір Нікітін          | професор Борисов                                        |
| Олег Пальмов           | Горошин                                                 |
| Сергій Полежаєв        | октябрист                                               |
| Валерій Порошин        | член солдатського комітету                              |
| Анатолій Рудаков       | Гусь/Рибкін                                             |
| Олексій Савостьянов    | Насонов                                                 |
| Юріс Стренга           | Керівник Держбанку Шипов                                |
| Олександр Суснін       | есер-бойовик Кір'яков                                   |
| Сергій Бехтерєв        | есер-бойовик (в титрах не згадано)                      |
| Тетяна Ткач            | нальотчиця                                              |
| Георгій Тейх           | професор                                                |
| Анатолій Худолєєв      | ад'ютант                                                |
| Георгій Штиль          | Антипкін, кур'єр в МВС                                  |
| Аркадій Трусов         | швейцар в МВС                                           |
| Олексій Ян             | експерт Кардін                                          |
| Петро Шелохонов        | експерт Зарудний                                        |
| Афанасій Тришкин       | експерт Разум                                           |
| Олександр Болонін      | епізод                                                  |

## Знімальна група
- Автор сценарію:  Юліан Семенов
- Режисер-постановник: Григорій Нікулін
- Оператор-постановник:  Іван Багаєв
- Композитор:  Віктор Лебедєв
- Художник-постановник:  Михайло Іванов